# Marc Pomponi (militar)
Marc Pomponi (en llatí Marcus Pomponius) va ser un militar romà del segle i aC. Formava part de la gens Pompònia, una família romana d'origen plebeu.
Va ser legat de Gneu Pompeu Magne en la guerra organitzada contra els pirates cilicis l'any 67 aC. Gneu Pompeu li va assignar la superintendència dels golfs que banyaven les costes de la Gàl·lia Narbonesa) i Ligúria.